# Thai League
Die Thai League (bis 2016 Thai Premier League), (Thai: ไทยลีก, auch BYD SEALION 6 League One, Thai: บีวายดี ซีไลออนซิกซ์ ลีกวัน, kurz: T1 genannt) ist die höchste Spielklasse im thailändischen Fußball. Sie ist eine professionelle Fußballliga, der momentan 16 Vereine angehören. Aktueller Meister der Saison 2024/25 sowie Rekordsieger mit elf Titeln ist Buriram United.

## Modus und Ausrichtung

### Austragungsmodus
Während eines Meisterschaftsjahres, das sich in eine Hin- und Rückrunde unterteilt, treffen alle 16 Vereine der Thai League anhand eines vor der Saison festgelegten Spielplans zweimal aufeinander; je einmal im eigenen Stadion und einmal im Stadion des Gegners. Eine Spielzeit mit ihren (derzeit) 34 Spieltagen erstreckt sich in der Regel von Februar bis Januar. Von Juni bis Juli gibt es dabei eine Pause zwischen Hin- und Rückrunde. In Jahren, in denen ein größeres Turnier, wie die Fußball-Asienmeisterschaft, stattfindet, wird die Pause gegebenenfalls angepasst. Die einzelnen Spieltage werden samstags und sonntags ausgetragen. In so genannten Englischen Wochen kommt es zudem zu Dienstags- und Mittwochsspielen. Nach einer Überarbeitung des Spielplans der Saison 2011 wurden diese englischen Wochen zugunsten von zuschauerfreundlicheren Wochenendspielen aufgegeben. Die Spiele werden entweder um 16:00 oder 18:00 Uhr angepfiffen. Dies ist vor allem abhängig von dem Stadion, in welchem das Spiel ausgetragen wird, da nicht jedes Stadion über das erforderliche Flutlicht verfügt.
Die Mannschaft, die nach dieser doppelten Punktrunde den ersten Platz belegt, ist thailändischer Fußballmeister. Die drei letztplatzierten Mannschaften müssen in die Thai Premier League Division 1, die zweite Liga, absteigen, deren drei erstplatzierte Mannschaften im Gegenzug direkt in die Premier League aufsteigen.
Bei der Ermittlung der Platzierungen sind zunächst die von einem Verein erzielten Punkte relevant. Hierbei werden für einen Sieg drei Punkte, für ein Unentschieden ein Punkt und für eine Niederlage keine Punkte vergeben. Bei Punktegleichstand entscheiden die Ergebnisse der direkten Aufeinandertreffen der punktgleichen Teams über die Platzierung. Sollten auch hier beide Mannschaften gleich sein, entscheidet die bessere Tordifferenz über die Reihenfolge der Platzierung. Bei gleicher Differenz danach die Anzahl der erzielten Tore.
Der Modus der Liga ist seit der Erstaustragung nahezu unverändert. Es schwankte nur die Anzahl der teilnehmenden Vereine (10 bis 18) sowie die Anzahl der Abstiegsplätze (0 bis 3). Zeitweilig wurden auch Relegationsspiele zur Ermittlung eines Auf- und Absteigers ausgetragen.

### Internationale Qualifikation
Neben dem Thailändischen Meister und den Absteigern werden über die Premier League auch die Teilnehmer an den asiatischen Vereinswettbewerben ermittelt. Dabei bestimmt ein Ranking des Asiatischen Fußballverbandes, der AFC, welcher nationale Verband mit wie vielen Vereinen in der Champions League und im AFC Cup vertreten ist und zu welcher Phase die Klubs in den Wettbewerb einsteigen. Anders als im europäischen Fußball gibt es keine Wertung, welche sich nach sportlichen Gesichtspunkten richtet. Das Ranking der AFC wird hauptsächlich von Punkten der Professionalität einer Liga bestimmt. Aufgrund des aktuellen Rankings der Premier League darf Thailand drei Teilnehmer an die Wettbewerbe entsenden. Der Thailändische Meister darf direkt in die Gruppenphase zur AFC Champions League teilnehmen. Der Zweitplatzierte der Liga war bis 2008 direkt für den AFC Cup qualifiziert. Durch die Wiedereinführung des nationalen Pokalwettbewerbs 2009 bestimmte der Thailändische Verband, dass der Pokalsieger den Platz im AFC Cup erhält.

### Ausrichtung
Bis ins Jahr 2009 wurde die Thai Premier League direkt unter dem Dach des Thailändischen Fußballverbandes (FAT) ausgetragen. Die operativen Aufgaben hat der Verband an die neu gegründete Thai Premier League Company Limited übertragen. Seitdem sind die FAT und die Thai Premier League Company Ltd. als Zusammenschluss der 32 Vereine der 1. und 2. Liga gemeinsame Veranstalter. Die Gründung der TPLC wurde notwendig, um den Kriterien des Asiatischen Verbandes nach professionellen Strukturen gerecht zu werden. Hauptziel des Verbandes und der TPLC ist, die Professionalisierung und Vermarktung sowie deren nationale Präsenz voranzutreiben. Verantwortlicher Geschäftsführer der TPLC ist Dr. Wichit Yambonruang.

## Geschichte

### Die Gründungssaison
Von 1916 bis 1995 wurde die Thailändische Fußballmeisterschaft unter dem Namen „Kor Royal Cup“ ausgetragen. Seit 2005 wird dieser Name nur noch für den Super Cup verwendet. In diesem Spiel traf bis 2009 der amtierende Meister auf den Zweitplatzierten der letzten Saison. Seit 2009 treffen Meister und Pokalsieger aufeinander. Gegründet wurde die Thai Premier League 1996; sie wurde erstmals unter dem Namen Johnnie Walker Thailand Soccer League ausgetragen. Von 1996 bis einschließlich 2008 hatte die Thai Premier League den Status einer Amateurliga, bestenfalls einer halb-professionellen Liga.
In ihrer ersten Saison bestand die Liga aus 18 Mannschaften, u. a. mit dem amtierenden Gewinner der AFC Champions League 1995, dem FC Thai Farmers Bank. Der Verein war gleichzeitig auch Titelverteidiger der Thailändischen Meisterschaft. Der ebenfalls an der Gründungssaison teilnehmende FC TOT schaffte es 1995 bis ins Halbfinale des asiatischen Pokalsiegerwettbewerbs.
Die 18 Gründungsvereine der Premier League waren:
- FC Thai Farmers Bank
- FC TOT
- FC Bangkok Bank
- Stock Exchange of Thailand
- UCOM-Rajpracha
- FC Sinthana
- FC Royal Thai Air Force
- FC Royal Thai Army
- FC Royal Thai Navy
- FC Royal Thai Police
- FC Port Authority of Thailand
- Singha Tero Sasana
- FC Thailand Tobacco Monopoly
- FC Osotspa M-150
- Bangkok Bank of Commerce
- Rajvithi-Agfatech
- FC Krung Thai Bank
- Singha-Thamrongthai

Die Vereine der Gründungssaison kamen alle ausschließlich aus dem Großraum Bangkok. Es waren entweder Werksmannschaften oder Mannschaften von Institutionen wie der Armee und der Polizei.
Die besten vier Teams qualifizierten sich für die Play-offs um die Meisterschaft. Die Klubs auf den Plätzen 13 bis 18 mussten in die neu gegründete zweite Liga absteigen. Im Finale um die Meisterschaft gewann der FC Bangkok Bank gegen Bangkok Bank of Commerce mit 2:0 und war damit der erste Meister der neuen Premier League. Für den Verein war es die insgesamt achte Meisterschaft. Stars der Liga waren damals Spieler wie Surachai Jaturapattarapong, Worrawoot Srimaka und Choketawee Promrut. Hinzu kam in seiner zweiten Saison Sutee Suksomkit.

### Geschichte
Nach Ende der ersten Saison waren bereits die ersten Schatten der Asienkrise in der neuen Liga zu sehen. Der Vizemeister der Saison 1996/97, die Stock Exchange of Thailand, zog sich als Eigner und Sponsor der Mannschaft zurück. Die Mannschaft wurde von der Bangkok Metropolitan Administration übernommen, der Regierung Bangkoks. Der Titelverteidiger FC Bangkok Bank verzichtete aus finanziellen Gründen auf die Teilnahme an der asiatischen Champions League. Der FC Sinthana nahm stattdessen den Platz ein. Singha Tero Sasana benannte sich in Tero Sasana um, da sich die Marke Singha als Sponsor zurückzog. Der Royal Thai Air Force wurden zum Ende der Saison drei Punkte abgezogen, da die Mannschaft nicht beim FC Sinthana antreten wollte. Meister der Saison 1997 wurde der FC Royal Thai Air Force, welcher seinen insgesamt zwölften Meistertitel gewann. Trainer der Mannschaft war Piyapong Piew-on. Noch in der Vorsaison war er als Spieler für den Verein aktiv gewesen. Neben dem Gewinn der Meisterschaft wurde Piyapong zum Ende der Saison 1997 auch zum Trainer des Jahres gewählt. Der Tabellenletzte, die FC Royal Thai Navy musste in die zweite Liga absteigen. Bereits in der zweiten Saison der Liga, und zum ersten Mal in der Geschichte, gab es ein Relegationsspiel. Die Royal Thai Police traf dabei auf den Zweitligisten FC Osotspa M-150, welcher in der Vorsaison hat absteigen müssen. Nach Hin- und Rückspiel setzte sich Osotspa durch und stieg in die erste Liga auf.
Trotz der großen Krise sah die Saison 1998 keine großen Veränderungen. Lediglich der Name der Liga änderte sich. Die Firma Caltex Oil Thailand unterschrieb einen Sponsorenvertrag mit dem nationalen Verband. Der Vertrag lief über drei Saisons und garantierte der Liga Gesamteinnahmen in Höhe von 71 Millionen Baht. Caltex löste damit Johnnie Walker als Sponsor und Namensgeber ab.
Absteiger der Saison 98 war der Klub UCOM-Rajpracha, welcher bis heute nicht in die oberste Liga Thailands zurückkehren konnte. Tero Sasana benannte sich vor der Saison in BEC-Tero Sasana um. Das Medienunternehmen BEC hatte die Firma Tero übernommen und in sein Unternehmen, als Tochtergesellschaft BEC-Tero eingegliedert. Der Vereinsname besitzt bis heute Gültigkeit. Meister wurde der FC Sinthana.
Die Saison 1999 sah zum letzten Mal den FC Royal Thai Air Force als Meister. Der Rekordmeister konnte in dieser Saison dank des besseren Torverhältnisses gegenüber dem FC Port Authority of Thailand seine 13. Meisterschaft feiern. Am letzten Spieltag gewann die Air Force gegen die Bangkok Bank of Commerce mit 10:0 und hatte damit eine um ein Tor bessere Differenz als die PAT. Dieser Vorfall führte im Nachhinein zu einer Untersuchung seitens des Verbandes. Das Ergebnis der Untersuchung ist jedoch nicht bekannt. Die Bangkok Bank of Commerce ging zum Ende der Saison als schlechteste Mannschaft der TPL in die Geschichte ein. Mit nur zwei Punkten und einem Torverhältnis von 11:65, besitzt dies bis heute Gültigkeit. Piyapong Piew-on wurde erneut zum Trainer des Jahres gewählt. Mit 13 Treffern wurde der junge Sutee Suksomkit Torschützenkönig. Eine größere Änderung im thailändischen Fußball vollzog sich im gleichen Jahr abseits der Premier League und sollte einige Jahre später das Bild der Premier League verändern. Der Thailändische Sportverband, die SAT, gründete im gleichen Jahr mit der Thailand Provincial League eine Parallelliga zur Premier League. Der Grund für die Gründung der Liga bestand für die SAT darin, den Vereinen aus den Provinzen Thailands eine eigene Plattform zu bieten. Die Ligen, welche der FAT unterstellt waren, also auch die Premier League, bestanden ausschließlich aus Vereinen des Großraums Bangkok. Vereine aus dem Rest des Landes nahmen praktisch nicht am Ligabetrieb teil.

### Das neue Jahrtausend
Zu Ende der Saison 2000 musste der FC TOT erstmals in die Relegation. Mit 4:0 gegen den FC Bangkok Christian College setzte man sich am Ende durch. Nach zwei dritten Plätzen aus der Saison 1998 und 1999, entschied BEC-Tero Sasana die 2000er Saison für sich. Es war die erste Meisterschaft des Vereins. Sutee Suksomkit wurde zum zweiten Mal in Folge Torschützenkönig und wechselte anschließend ins Ausland. Ein großer Verlust für die Liga war die Auflösung des FC Thai Farmers Bank zum Ende der Saison. Der Klub brachte viele Stars des nationalen und auch asiatischen Fußballs hervor und ist bis heute der einzige Verein aus Thailand, welcher die AFC Champions League gewinnen konnte. Bei den Internationalen Wettbewerben konnte die Liga dennoch wieder ein „Ausrufezeichen“ setzten. Der Pokalsieger von 1999, der FC Bangkok Bank, konnte im Pokalsiegerwettbewerb der AFC das Halbfinale erreichen. Dort schied der Verein erst im Elfmeterschießen gegen Shimizu S-Pulse aus.

Logo der GSM Thai League

Die Liga legte nun eine fast einjährige Pause ein. Von September 2000 bis Juni 2001 fand kein einziges Spiel der TPL statt. Mit dieser Verschiebung wurde auch erstmals wieder jahresübergreifend gespielt. Die Saison 2001/02 konnte BEC-Tero ebenso wie die Vorsaison für sich entscheiden. BEC-Tero war der erste Klub in der TPL, welcher es schaffte, den Meistertitel zu verteidigen (2003/04 schaffte die Krung Thai Bank die Titelverteidigung, 2010 gelang dies ebenfalls Muang Thong United). In diesem Jahr hatte der FC Rattana Bundit erstmals an der TPL teilgenommen. Die Mannschaft der gleichnamigen Universität nahm den Platz der Bangkok Metropolitan Administration in der TPL ein. Aus welchen Gründen, ist jedoch nicht belegbar. Vermutlich aber hat die Mannschaft von Rattana Bundit die Lizenz übernommen. Zum Ende der Saison gab es erstmals drei Absteiger, da die Liga auf 10 Vereine reduziert wurde. Dabei traf es mit Rattana Bundit als Tabellenletzten den Neuling der Liga. Hinzu kamen der FC Royal Thai Police und der FC Royal Thai Navy. Es gab nur einen Aufsteiger: den FC Bangkok Christian College, welcher in der Saison zuvor noch in der Relegation gescheitert war. In seiner einzigen und ersten TPL Saison trat das College als Tabellenletzter gleich wieder den Gang in die zweite Liga an. Neben dem College ging auch erstmals der FC TOT eine Liga tiefer. Der FC Thailand Tobacco Monopoly landete auf Platz acht und musste in die Relegation, konnte sich aber nach Hin- und Rückspiel gegen den Dritten der Thailand Division 1 League, den FC Provincial Electricity Authority, mit 1:0 durchsetzen und verblieb in der Liga. Als Meister der Thai Premier League konnte sich am Ende der Saison erstmals der FC Krung Thai Bank in die Siegerliste eintragen. Für Aufsehen in Asien sorgte BEC-Tero Sasana. In der AFC-Champions-League-Saison 2002/03 erreichte der Verein das Finale der neuen AFC Champions League. Nach Hin- und Rückspiel ging das Finale nur knapp gegen Al Ain Club verloren. Tragende Säulen der damaligen Mannschaft, welche zwei Meisterschaften gewinnen konnten und das Finale der Champions League erreichten, waren Spieler wie Therdsak Chaiman, Seksan Piturat und Worrawoot Srimaka. Nach der Thai Farmers Bank im Jahr 1995 war BEC-Tero erst die zweite Mannschaft aus Thailand, welche das Finale der Champions League erreichen konnte.
2003/04 schaffte die Krung Thai Bank die Titelverteidigung, BEC-Tero blieb erneut nur die Vizemeisterschaft. Der Meister der Saison 1998, der FC Sinthana, stieg als Tabellenletzter aus der Liga ab und sollte schon bald eine Fusion eingehen. Dem Verein folgte der FC Royal Thai Air Force als Neunter der Tabelle in die zweite Liga. Damit nahm der, mit 13 gewonnenen Thailändischen Meisterschaften immer noch amtierender Rekordmeister, seinen Abschied aus der höchsten Spielklasse des Landes. Bis heute hat sich der Verein von diesem Abstieg nicht mehr erholen können.
In der Folgesaison gewann der FC Thailand Tobacco Monopoly völlig überraschend die Thailändische Meisterschaft. Keine der etablierten Mannschaften der letzten Jahre fand sich zu Ende dieser Saison unter den ersten Vier wieder. Der FC TOT stieg erneut ab, nachdem er gerade erst wieder aufgestiegen war. Um die Popularität der Liga im Land zu steigern, wagte der Verband ein Experiment, welches als Roadshow in die Geschichte der Liga eingehen sollte. Bisher hatten die Vereine meist kaum ein festes Heimstadion und spielten in größeren Stadien, welche entweder der FAT oder der SAT gehörten. So wurde in den Anfangsjahren teilweise lediglich in zwei Stadien gespielt: Dem Suphachalasai-Stadion und dem Thephatsadin-Stadion. Zwar wurden einige Spiele im Fernsehen übertragen, doch interessierte sich kaum jemand für den Thailändischen Fußball. Es gab kaum eine ausreichende Fan-Basis. Der Verband entschied daher, dass die Spiele der Ligasaison 2004/05 an wechselnden Orten, verteilt übers ganze Land ausgetragen werden sollten. Es war jedoch schwer, jemanden aus den Provinzen Thailands für eine Liga zu begeistern, welche ausschließlich aus Vereinen der Stadt Bangkok bestand. Mit der neuen Spielzeit sollte sich dies langsam ändern.

### Das neue Gesicht der Liga
Die Spielzeit 2004/05 endete im Mai 2005, und die Liga legte abermals eine längere Pause ein. Erst im Januar 2006 begann die Meisterschaft des neuen Jahres. Damit wollte der Verband wieder zurück zu einer Saison, welche nicht jahresübergreifend ist. Dies hat bis heute seine Gültigkeit. Nach Auslaufen des Sponsorenvertrags mit der Firma GSM im Jahr 2003, nannte sich die Liga nur Thai League. Ob der Verband sich um einen Sponsor und Namensgeber für die Spielzeit 2006 bemühte, ist nicht bekannt. Die Liga jedoch wurde erstmals wieder als Premier League bezeichnet und erhielt ein neues Logo. Dies waren nicht die einzigen Änderungen. Von, in der Vorsaison zehn Mannschaften, wurde jetzt wieder auf zwölf aufgestockt. Aus der zweiten Liga stieg, neben der Royal Thai Army, erstmals der FC Thai Honda auf. Zu diesen beiden Aufsteigern kamen der FC Suphanburi und der FC Chonburi hinzu. Diese beiden Vereine spielten in der Thailand Provincial League, der Parallelliga zur TPL. Zwar wurde in dieser Liga bisher auch immer ein Meister ausgespielt, doch hatte er kein Aufstiegsrecht in die TPL. Nachdem sich die FAT und die SAT jahrelang bezüglich der beiden Ligen nicht einigen konnte, schien man endlich einen Weg gefunden zu haben. Beide Verbände einigten sich darauf, dass der Meister der Pro League, als auch der Vizemeister, in die TPL aufsteigen durften. Dies bedeutete zwar einige Jahre später das Ende der Pro League. Aber der Sportverband Thailands hatte zumindest das Ziel erreicht, dass Provinzmannschaften auch an der TPL teilnehmen durften. 2006 verlief in etwa ähnlich überraschend wie die letzten Jahre. Erneut gab es einen Meister, mit dem keiner gerechnet hatte. Der FC Bangkok University, zwei Jahre zuvor erst aufgestiegen, konnte unter der Führung von Somchai Subpherm die Meisterschaft gewinnen. Der Fußball an den Universitäten und Schulen in Thailand spielte schon immer eine große Rolle. Als Beispiel sei hier nur das jährlich stattfindende Chula-Thammasat-Fußballspiel genannt. Die letzte Universitäts- oder auch Schulmannschaft, welche eine Thailändische Meisterschaft gewinnen konnte, war die Chula-Alumni Association im Jahr 1955. BEC-Tero meldete sich mit Platz drei zu Ende der Saison 2006 wieder in der Spitze zurück, nachdem der Verein in der Vorsaison lediglich Platz sechs belegte. Vizemeister wurde zum zweiten Mal in der Geschichte der TPL der FC Osotspa M-150. Am Ende fehlte lediglich ein Punkt zum Gewinn des Titels. Die Anzahl der teilnehmenden Mannschaften an der TPL wurde zur neuen Spielzeit erneut erhöht; dieses Mal auf 16 Mannschaften. Mit dem FC Nakhon Pathom stieg erneut ein Provinzverein aus der Pro League in die Premier League auf. Damit gab es 2006 insgesamt drei Vereine in der Liga, welche nicht aus Bangkok stammten.

### Ein Meister aus der Provinz

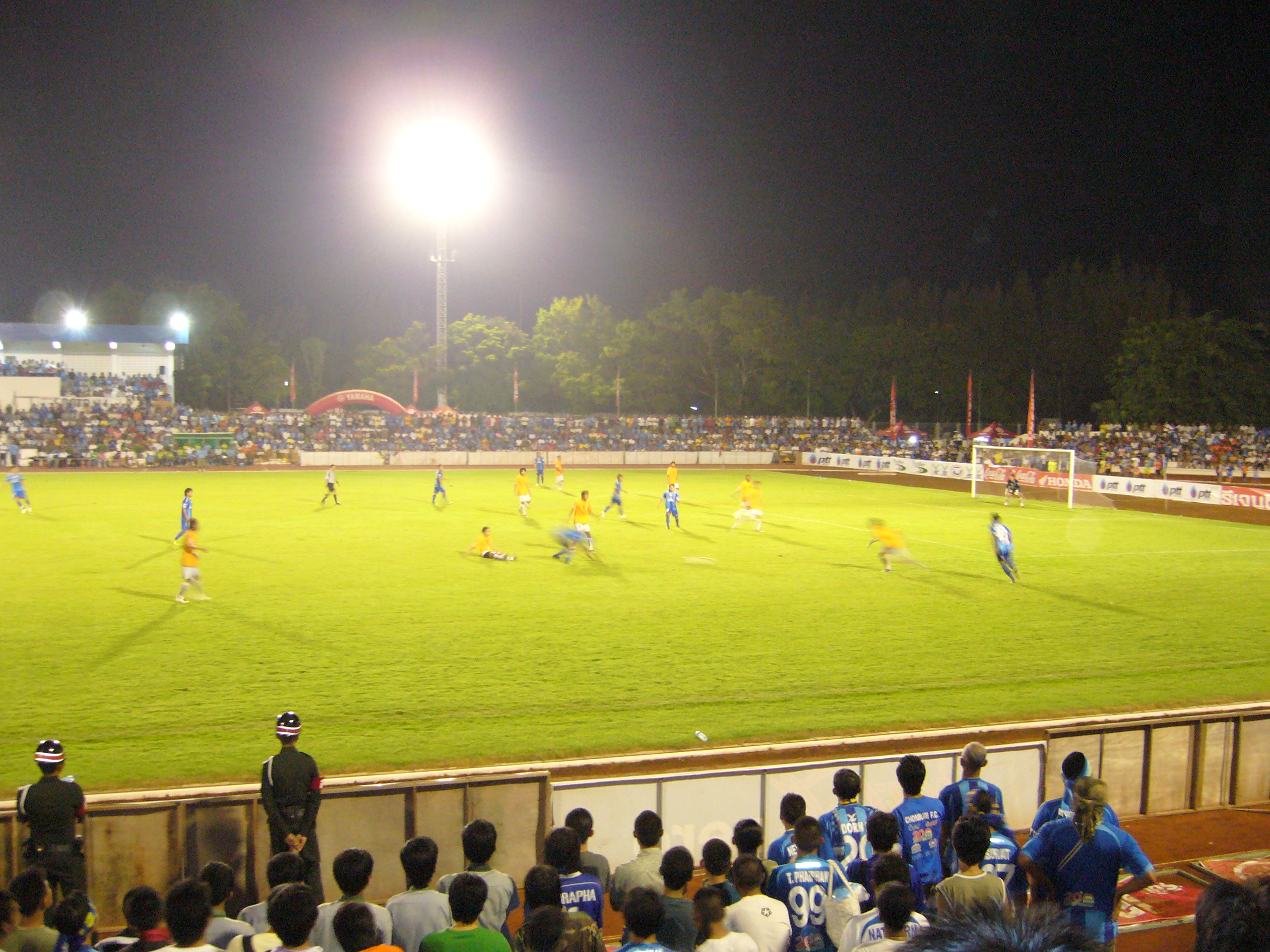
Premier-League-Spiel 2008 in Chonburi

Ein Meister aus der Provinz, war 2006 das Novum in der Thai Premier League. Der erst ein Jahr zuvor aufgestiegene FC Chonburi schaffte es, in die Phalanx der etablierten Vereine aus Bangkok einzudringen. Mit neun Punkten Vorsprung gewann der Verein aus Chonburi die Meisterschaft. Federführend hierbei war der Trainer des Klubs, Jadet Meelarp. Aus jungen und talentierten Nachwuchsspielern schaffte er es eine Spitzenmannschaft zu formen. In der Mannschaft des FC Chonburi befanden sich unter anderem Spieler wie der Torhüter Kosin Hathairattanakool, welcher von dem Deutschen Franz Schwarzwälder trainiert wird, Arthit Sunthornpit als auch die beiden Zwillingsbrüder Suree und Surat Sukha. Torschützenkönig der Saison wurde Ney Fabiano vom Meister aus Chonburi. Er war der erste Ausländer, welchem es gelang, Topscorer in Thailand zu werden. Der FC Suphanburi, welcher mit Chonburi eine Saison zuvor aufgestiegen war, musste den Gang in die zweite Liga antreten. Für die neue Saison kamen als Aufsteiger Chula-Sinthana, das Customs Department, der FC Coke-Bangpra und Samut Songkhram hinzu. Der FC Chula-Sinthana entstand 2004 aus einer Fusion des früheren Premier-League-Gewinners FC Sinthana und des FC Chulalongkorn University. Der FC Coke-Bangpra war ein kleiner Verein, welcher aus der Nähe der Stadt Chonburi stammte und mit dem ansässigen FC befreundet war. Der FC Chonburi nahm von Anfang seines Aufstiegs an eine Vorbildrolle für alle aktuellen und späteren TPL-Vereine ein. Dies galt vor allem in Sachen Vermarktung, Öffentlichkeitsarbeit und Sponsorship. Die Aufstiegssaison des Vereins verfolgten noch ein paar wenige Hunderte, die ersten Spiele in der TPL verzeichneten einen Zuschauerschnitt von ca. 1000 Besuchern. Zum entscheidenden Heimspiel, welches die Meisterschaft brachte, befanden sich schon 10.000 Zuschauer im Stadion. Für Thailändische Verhältnisse war dies eine unglaubliche Zuschauerzahl. In den vergangenen Jahren konnte man BEC-Tero Sasana als Krösus und Vorbild der Liga bezeichnen. Seine Vormachtstellung verlor der Verein jedoch an den FC Chonburi. Diesem gelang es 2008 nicht, den Titel zu verteidigen. Chonburi blieb am Ende nur die Vizemeisterschaft. Mit dem FC Provincial Electricity Authority durfte sich erneut ein Verein in die Siegerliste eintragen, welcher in seiner Geschichte noch nie Meister werden konnte. 2008 gab es drei Abstiegsplätze. Aufsteiger Customs Department wurde mit nur 17 Punkten aus 30 Spielen Tabellenletzter. Begleitet wurde der Verein vom achtfachen thailändischen Meister FC Bangkok Bank, welcher sich kurze Zeit später auflöste. Alle anderen Neulinge konnten die Liga, teilweise souverän, halten. Der von Kiatisak Senamuang, auf seiner ersten Trainerstation, trainierte FC Chula-Sinthana konnte dabei am Ende Platz 8 belegen und erfreute mit erfrischendem Offensivfußball. Im Laufe der Saison benannte sich der Verein in Chula United um.
Chonburi, als Meister des Jahres 2007, nahm 2008 an der AFC Champions League teil. Der Verein schaffte es dabei für Aufsehen zu sorgen. Zwar schied man noch in der Gruppenphase aus, setzte aber mit einem 1:1 gegen Gamba Osaka und einem 3:1-Erfolg gegen Melbourne Victory ein Ausrufezeichen. Die guten Leistungen des FC Chonburi in der Champions League weckten das Interesse an der Thailändischen Liga, sowohl in Asien als auch national. Noch im gleichen Jahr gab der Verein bekannt, dass er ein neues Stadion bauen wird. Der Verein war damit der erste, welcher als Verein der Premier League, ein eigenes Stadionprojekt bekannt gab. Der FC Krung Thai Bank, Vizemeister 2007, nahm ebenfalls an der Champions League teil und konnte die Gruppenphase ebenfalls nicht überstehen. Mit Nantawat Thaensopa stellte er jedoch den Torschützenkönig des Wettbewerbs. Es war bis auf Weiteres das bislang letzte Mal, dass Thailand zwei Vertreter in die Königsklasse Asiens entsenden konnte. Für die Anzahl der teilnehmenden Mannschaften pro Land hatte der Asiatische Verband ein neues Ranking erstellt. Dies sollte mit der Saison 2009 in Kraft treten. In diesem Ranking geht es dabei weniger um sportliche Aspekte. Die Wertung ergibt sich unter anderem aus Punkten, wie Organisation der Liga, dem Technischen Standard, Marketing und Zuschauer. Demnach kam Thailand auf lediglich 221 Punkte und belegte Platz 12. Dies bedeutete, dass der Meister Thailands nicht mehr direkt an der Champions League teilnehmen darf, sondern sich über eine Ausscheidungsrunde für die Gruppenphase qualifizieren muss. Der zweite Vertreter muss im AFC Cup antreten.

### Ein Schritt in die Zukunft

Logo der Thai Premier League bis 2016

Mit diesen Tatsachen konfrontiert, sah sich der Verband zum Handeln gezwungen und tat dies auch. Zunächst gründete er eine Limited Company, die Thai Premier League Company Limited, welche sich um alle operativen Belange der Liga kümmern sollte. Zudem wurden neue Kriterien erlassen, um eine Lizenz für die Thai Premier League zu erhalten. Dies schloss auch die zweite Liga ein, welche jetzt ebenfalls zur Premier League zählt und sich Thai Premier League Division 1 nennt.
Folgende Richtlinien galt und gilt es für Liga und Vereine umzusetzen:
- Jeder Verein muss eine eingetragene Firma oder Gesellschaft sein.
- Jeder Verein muss mindestens eine Jugendmannschaft unterhalten.
- Jeder Verein ist verpflichtet, die genauen Zuschauerzahlen und Einnahmen an die Liga zu berichten.
- Die Stadien, in welchen die Vereine spielen, müssen für Spiele in der Champions League und dem AFC Cup dem Standard der AFC entsprechen.
- Der Trainer der teilnehmenden Mannschaften muss die A-Lizenz der AFC besitzen.
- Der Verein muss eine Bilanz vorlegen mit Gewinn- und Verlustrechnung, geprüft von einem externen Auditor.

Aufgrund der Registrierung als Gesellschaft kam es im Zuge dessen zu einigen Namensänderungen.
Port Authority of Thailand → FC Thai Port
Bangkok University FC → Bangkok United FC
Thailand Tobacco Monopoly → TTM Samut Sakhon FC
Da die Neuregelungen der Liga vorsehen, dass jeder Verein eine eingetragene Firma oder Gesellschaft sein muss, wurde der dreimalige Meister FC Krung Thai Bank aufgelöst. Der Grund hierfür liegt im Rechtssystem, nach dem Banken solche Firmen nicht gründen und führen dürfen. Die Lizenz des Vereins übernahm der Verein FC Bangkok Glass. Dieser wurde 2006 gegründet und war 2007 und 2008 Vizemeister der 4. Liga. Er übernahm die komplette Mannschaft der Krung Thai Bank, nicht jedoch seine Historie. Dem FC Coke-Bangpra wurde ebenfalls die Lizenz für die erste Liga abgekauft. Der neu gegründete Verein Pattaya United übernahm die Lizenz des Vereins.
Das Aufkaufen der Lizenzen von zwei Erstligisten stieß innerhalb der Fanszene auf breite Ablehnung. Zumindest im Falle der Krung Thai Bank hätte man es lieber gesehen, wenn aus der zweiten Liga ein Verein nachgerückt wäre. Die Fans des FC Chonburi pflegten eine große Freundschaft zum benachbarten Verein Coke-Bangpra und waren daher über das Aufkaufen des Vereins sehr verärgert. Pattaya United, welcher die Lizenz von Coke-Bangpra übernahm, wurde erst im November 2008 gegründet. Man war sich aber einig, dass ein Verein wie Pattaya United der Liga insgesamt gut zu Gesicht stehen würde. Pattaya als Touristenort verfügt über die nötigen finanziellen Mittel und kann sicher auch dazu beitragen, die Liga außerhalb Thailands bekannt zu machen. Der Verein ist inzwischen in der ganzen Stadt präsent, und ein neues Stadion befindet sich bereits im Bau.
Mit Muangthong United kam ein weiterer Neuling in die Liga. Dem Verein gelang ein Durchmarsch von Liga Drei in Liga Eins. Bereits vor der Saison galt der Verein als Anwärter auf den Meistertitel, was er auch bestätigen konnte. Merchandising und Marketing des Vereins gelten als vorbildlich. Der Verein hat viele junge und talentierte Spieler in seinen Reihen.
Alles in allem schien der Plan des Verbandes aufzugehen. Die Liga hatte noch nie so einen Zulauf wie in der Saison 2009. Die Zuschauerzahlen scheinen geradezu zu explodieren. Manche Vereine wie der FC Thai Port mussten im Laufe der Saison Stahltribünen errichten, um die Kapazitäten kurzfristig erhöhen zu können. Zum Ligaspiel zwischen der Rajnavy und Muangthong kamen 9.000 Zuschauer. Am 19. Juli eröffnete in Bangkok der erste Thai Premier League Fanshop. Er befindet sich direkt gegenüber dem Rajamangala-Nationalstadion.
Im bisherigen Verlauf der Saison gab es jedoch auch Negativschlagzeilen. Während des Spiels der Thai Port gegen Chonburi waren die Fans aufgebracht über die Schiedsrichterentscheidungen. Woraufhin eine Wasserflasche geworfen wurde. Diese traf einen weiblichen Fan am Kopf. Sie musste anschließend ins Krankenhaus gebracht werden. Bei einem Spiel des Pattaya United verließ die Mannschaft geschlossen das Spielfeld, da sie sich durch eine Schiedsrichterentscheidung benachteiligt sah.
Mit der fortschreitenden Professionalisierung der Liga konnten auch mehr einheimische Spieler in der Liga gehalten werden. Zwar gibt es immer noch einige thailändische Fußballer in den Ligen Singapurs und Vietnam, doch der Trend ist in den letzten Jahren eher rückläufig. Im Sommer 2009 kehrte Teeratep Winothai aus Belgien in die Liga zurück. Surat Sukha hingegen verließ die Liga in Richtung A-League und spielt seitdem für Melbourne Victory. Mit Michael Thomas Byrne spielen erstmals ein Brite und mit Sasa Disic ein Deutscher in der Premier League.

## Vereine seit 2017
| Verein                            | Saison und Platzierung | Saison und Platzierung | Saison und Platzierung | Saison und Platzierung | Saison und Platzierung | Saison und Platzierung | Saison und Platzierung | Saison und Platzierung |  |
| Verein                            | 2017                   | 2018                   | 2019                   | 2020/21                | 2021/22                | 2022/23                | 2023/24                | 2024/25                |  |
| --------------------------------- | ---------------------- | ---------------------- | ---------------------- | ---------------------- | ---------------------- | ---------------------- | ---------------------- | ---------------------- |  |
| Buriram United                    | 1.                     | 1.                     | 2.                     | 2.                     | 1.                     | 1.                     | 1.                     | 1.                     |  |
| Muangthong United                 | 2.                     | 4.                     | 5.                     | 7.                     | 4.                     | 4.                     | 5.                     | 6.                     |  |
| Bangkok United                    | 3.                     | 2.                     | 4.                     | 5.                     | 3.                     | 2.                     | 2.                     | 2.                     |  |
| Chiangrai United                  | 4.                     | 5.                     | 1.                     | 4.                     | 5.                     | 5.                     | 11.                    | 11.                    |  |
| Bangkok Glass/BG Pathum United    | 5.                     | 14. ▼                  | T2 ▲                   | 1.                     | 2.                     | 9.                     | 4.                     | 3.                     |  |
| Ratchaburi FC                     | 6.                     | 12.                    | 8.                     | 8.                     | 12.                    | 8.                     | 6.                     | 4.                     |  |
| Chonburi FC                       | 7.                     | 9.                     | 7.                     | 12.                    | 7.                     | 6.                     | 14. ▼                  | T2 ▲                   |  |
| Pattaya United FC                 | 8.                     | 8.                     |                        |                        |                        |                        |                        |                        |  |
| Port FC                           | 9.                     | 3.                     | 3.                     | 3.                     | 8.                     | 3.                     | 3.                     | 5.                     |  |
| Ubon United                       | 10.                    | 17. ▼                  | T2 ▼                   |                        |                        |                        |                        |                        |  |
| Suphanburi FC                     | 11.                    | 10.                    | 14.                    | 13.                    | 14. ▼                  | T2                     | T2                     | T2                     |  |
| Nakhon Ratchasima FC              | 12.                    | 7.                     | 13.                    | 9.                     | 9.                     | 14. ▼                  | T2 ▲                   | 13.                    |  |
| Navy FC                           | 13.                    | 16. ▼                  | T2                     | T2                     | T2 ▼                   | T3                     | T3                     | T3                     |  |
| BEC Tero Sasana FC/Police Tero FC | 14.                    | 15. ▼                  | T2                     | 11.                    | 11.                    | 7.                     | 15. ▼                  | T2                     |  |
| Sukhothai FC                      | 15.                    | 11.                    | 12.                    | 14. ▼                  | T2 ▲                   | 12.                    | 13.                    | 10.                    |  |
| Thai Honda FC                     | 16. ▼                  | T2                     | T2                     |                        |                        |                        |                        |                        |  |
| Sisaket FC                        | 17. ▼                  | T2                     | T2                     | T2 ▼                   | T3                     | T3                     |                        |                        |  |
| Super Power Samut Prakan FC       | 18. ▼                  | gesperrt               | gesperrt               |                        |                        |                        |                        |                        |  |
| PT Prachuap FC                    | T2 ▲                   | 6.                     | 9.                     | 10.                    | 13.                    | 11.                    | 10.                    | 7.                     |  |
| Chainat Hornbill FC               | T2 ▲                   | 13.                    | 15. ▼                  | T2                     | T2                     | T2                     | T2                     | T2                     |  |
| Air Force Central FC              | T2 ▲                   | 18. ▼                  | T2                     |                        |                        |                        |                        |                        |  |
| Chiangmai FC                      | T2                     | T2 ▲                   | 16. ▼                  | T2                     | T2                     | T2                     | T2 ▼                   | T3                     |  |
| PTT Rayong FC                     | T2                     | T2 ▲                   | 11.                    |                        |                        |                        |                        |                        |  |
| Samut Prakan City FC              |                        |                        | 6.                     | 6.                     | 15. ▼                  | T2                     | T2                     | T2                     |  |
| Trat FC                           | T2                     | T2 ▲                   | 10.                    | 15. ▼                  | T2                     | T2                     | 16. ▼                  | T2                     |  |
| Rayong FC                         | T2                     | T2                     | T2 ▲                   | 16. ▼                  | T2                     | T2                     | T2 ▲                   | 12.                    |  |
| Nongbua Pitchaya FC               | T2                     | T2                     | T2                     | T2 ▲                   | 6.                     | 15. ▼                  | T2 ▲                   | 14. ▼                  |  |
| Chiangmai United FC               | T4 ▲                   | T3 ▲                   | T2                     | T2 ▲                   | 16. ▼                  | T2                     | T2                     | T2                     |  |
| Khon Kaen United FC               |                        | T4 ▲                   | T3 ▲                   | T2 ▲                   | 10.                    | 13.                    | 8.                     | 16. ▼                  |  |
| Lamphun Warriors FC               | T3                     | T3                     | T3                     | T3 ▲                   | T2 ▲                   | 10.                    | 9.                     | 8.                     |  |
| Lampang FC                        | T2                     | T2                     | T2                     | T2                     | T2 ▲                   | 16. ▼                  | T2                     | T2                     |  |
| Nakhon Pathom United FC           | T2                     | T4 ▲                   | T3 ▲                   | T2                     | T2                     | T2 ▲                   | 12.                    | 15. ▼                  |  |
| Uthai Thani FC                    | gesperrt               | gesperrt               | gesperrt               | T2                     | T3                     | T2 ▲                   | 7.                     | 9.                     |  |

 ▼ Abstieg
 ▲ Aufstieg

## Meisterhistorie

### Meister/Vizemeister
| Saison  | Meister                          | Vizemeister                |
| ------- | -------------------------------- | -------------------------- |
| 1996/97 | Bangkok Bank FC                  | Stock Exchange of Thailand |
| 1997    | Royal Thai Air Force             | Sinthana FC                |
| 1998    | Sinthana FC                      | Royal Thai Air Force       |
| 1999    | Royal Thai Air Force             | Port Authority             |
| 2000    | BEC Tero Sasana FC               | Royal Thai Air Force       |
| 2001/02 | BEC Tero Sasana FC               | Osotsapa FC                |
| 2002/03 | Krung Thai Bank FC               | BEC Tero Sasana FC         |
| 2003/04 | Krung Thai Bank FC               | BEC Tero Sasana FC         |
| 2004/05 | TTM Thailand Tobacco Monopoly FC | PEA FC                     |
| 2006    | Bangkok University FC            | Osotsapa FC                |
| 2007    | Chonburi FC                      | Krung Thai Bank FC         |
| 2008    | PEA FC                           | Chonburi FC                |
| 2009    | Muangthong United                | Chonburi FC                |
| 2010    | Muangthong United                | Buriram PEA FC             |
| 2011    | Buriram PEA FC                   | Chonburi FC                |
| 2012    | Muangthong United                | Chonburi FC                |
| 2013    | Buriram United                   | Muangthong United          |
| 2014    | Buriram United                   | Chonburi FC                |
| 2015    | Buriram United                   | Muangthong United          |
| 2016    | Muangthong United                | Bangkok United             |
| 2017    | Buriram United                   | Muangthong United          |
| 2018    | Buriram United                   | Bangkok United             |
| 2019    | Chiangrai United                 | Buriram United             |
| 2020/21 | BG Pathum United FC              | Buriram United             |
| 2021/22 | Buriram United                   | BG Pathum United FC        |
| 2022/23 | Buriram United                   | Bangkok United             |
| 2023/24 | Buriram United                   | Bangkok United             |
| 2024/25 | Buriram United                   | Bangkok United             |
| 2025/26 |                                  |                            |

### Rangliste
| Verein                           | Meister | Saison                                                                       |
| -------------------------------- | ------- | ---------------------------------------------------------------------------- |
| Buriram United                   | 11      | 2008, 2011, 2013, 2014, 2015, 2017, 2018, 2021/22, 2022/23, 2023/24, 2024/25 |
| Muangthong United                | 4       | 2009, 2010, 2012, 2016                                                       |
| Air Force United                 | 2       | 1997, 1999                                                                   |
| Police Tero FC                   | 2       | 2000, 2001/02                                                                |
| Krung Thai Bank FC               | 2       | 2002/03, 2003/04                                                             |
| Bangkok Bank FC                  | 1       | 1996/97                                                                      |
| Bangkok United                   | 1       | 2006                                                                         |
| BBCU FC                          | 1       | 1998                                                                         |
| Chonburi FC                      | 1       | 2007                                                                         |
| TTM Thailand Tobacco Monopoly FC | 1       | 2004/05                                                                      |
| Chiangrai United                 | 1       | 2019                                                                         |
| BG Pathum United FC              | 1       | 2020/21                                                                      |

## Die Auf- und Absteiger
Die Zusammensetzung der Premier League ändert sich jedes Spieljahr durch den Abstieg der letztplatzierten Vereine, die im Gegenzug durch die besten Mannschaften der darunterliegenden Klasse ersetzt werden. Im ersten Jahr spielte die Liga mit 18 Mannschaften. Bis heute war dies die höchste Zahl an teilnehmenden Mannschaften einer Saison. Sechs Mannschaften mussten absteigen und bildeten daraus die neue Zweite Liga. Von den sechs Absteigern der ersten Spielzeit kehrten Singha-Thamrongthai und Rajvithi-Agfatech nicht mehr ins Oberhaus zurück.
Ein Jahr später, ausgespielt mit zwölf Vereinen, gab es nur einen direkten Absteiger. Dies war der FC Royal Thai Navy; der FC Royal Thai Police musste in die Relegation. Es war die erste in der Geschichte der Liga. Bis zur Saison 2001/02 wurde dieses System beibehalten. Zum Ende der Saison 2000 zog sich der FC Thai Farmers Bank vom Spielbetrieb zurück. Dadurch musste der Elfte, der FC Sinthana, nicht in die Relegation. Stattdessen bekam der FC TOT als Letzter die Chance zum Klassenerhalt durch ein Relegationsspiel. Zur Saison 2002/03 wurde die Liga auf zehn Mannschaften reduziert, weshalb es zum Ende der Saison 2001/02 drei Absteiger gab. In der Liga mit zehn teilnehmenden Vereinen bedeuteten dann Platz 10 und 9 den direkten Abstieg, während Platz 8 zur Relegation berechtigte. Dieses System hatte Gültigkeit bis einschließlich zur Saison 2005. Aufgrund einer Erhöhung der Startplätze zur Saison 2007, gab es in der Vorsaison keinen Absteiger. Seit der Saison 2008 spielt die Liga nun mit 16 Klubs, und die letzten drei Plätze bedeuten den direkten Abstieg.
Bisher schaffte es nur ein Verein, aus der Dritten Liga in die Zweite Liga und ein Jahr später sofort in die Premier League aufzusteigen. Dies war Muangthong United. 2007 gewann der Klub die Meisterschaft der 3. Liga und 2008 die Meisterschaft der Zweiten Liga. Bisher gelang es noch keinem Verein als Aufsteiger, direkt wieder abzusteigen und eine Saison später in die 3. Liga abzusteigen. Der FC Thai Honda wäre 2008 der erste Verein gewesen. Abgestiegen aus der ersten Liga, fand sich der Verein zu Saisonende auf dem 13. Platz wieder. Diese Platzierung hätte den Abstieg bedeutet. Da sich aber der FC Bangkok Bank als Absteiger der Saison 2008 vom Spielbetrieb zurückzog, entschied der Verband, Play-offs ausspielen zu lassen. Der Klub gewann die Play-offs und sicherte sich somit am Ende den Klassenerhalt.
Die Mannschaft mit der bisher längsten Abstinenz aus der TPL ist der FC Royal Thai Army. Abgestiegen 1999, gehörte sie bis 2006 nicht mehr der höchsten Spielklasse an.

## Umfeld der Thai League

### Stadien und Zuschauerzahlen
Die meisten in der TL genutzten Stadien haben ein geringes Fassungsvermögen, bieten wenig Komfort, sind veraltet und entsprechen nicht den internationalen Standards des AFC und der FIFA. Manche Vereine spielen auch nur auf einem etwas größeren Sportplatz wie zum Beispiel Pattaya United. So müssen zum Beispiel Vereine, welche für die kontinentalen Wettbewerbe der AFC qualifiziert sind, in größere Stadien ausweichen. Zuletzt traf dies den FC Chonburi und den FC PEA. Als einziges Stadion der Liga verfügt das Chulalongkorn-Universitätsstadion über VIP-Logen. Es verfügt bisher als einziges in Thailand über einen Kunstrasen. Das größte Fassungsvermögen und modernste Stadion der Liga ist die Chang Arena des Rekordmeisters Buriram United.
Die Spielflächen sind oftmals in einem sehr schlechten Zustand. Neben Unebenheiten wird der Rasen vor allem während der Regenzeit in Thailand stark geschädigt. Trotz monsunartiger Regenfälle werden teilweise die Spiele ausgetragen oder müssen verschoben werden. Um dieses Problem zu umgehen, will der Verband die Saison 2010 bereits im Januar beginnen lassen.
Nur wenige Stadien können als reine Fußballarenen bezeichnet werden. Die meisten sind Multifunktionsstadien mit einer Tartanbahn. Größtenteils befinden sich die Stadien in öffentlicher Hand oder gehören Institutionen. Ein reines Fußballstadion würde sich in Thailand finanziell nicht rechnen, war bis 2008 die einhellige Meinung, zumal auch die Zuschauerzahlen sehr gering waren. Einzig der FC Chonburi schafft es, bis zu 10.000 Zuschauer ins Stadion zu locken. Der FC Chonburi war auch der erste Verein Thailands, welcher den Neubau eines eigenen Stadions bekannt gab. Doch auch dieses wird ein Multifunktionsstadion sein. Jedoch wurde der Verein von den aktuellen Entwicklungen der TPL überholt. Die Liga boomt und die Stadien sind größtenteils ausverkauft. Dies machte es notwendig, dass manche Vereine im Laufe der Saison 2009 mit Hilfe von Stahlrohrtribünen die Kapazitäten erhöhen mussten. Einige Stadien wurden vor Beginn der Saison renoviert, um die Kapazitäten erhöhen zu können. Mit dem FC Bangkok Glass und Muangthong United gaben während der Saison zwei Vereine ehrgeizige Stadionprojekte bekannt. Beide Stadien werden reine Fußballstadien sein, welche modernen Ansprüchen genügen und bis zu 10.000 Zuschauern Platz bieten. Das aktuell vermutlich größte Stadionprojekt verfolgt die Stadt Pattaya. Für den ansässigen Verein Pattaya United wird ein neues Stadion errichtet werden, mit einer Kapazität von 20.000 Zuschauern.
| Rang | Stadt                 | Name                             | Kapazität | Laufbahn | Verein               |
| ---- | --------------------- | -------------------------------- | --------- | -------- | -------------------- |
| 1    | Buriram               | Chang Arena (Thunder Castle)     | 32.600    | Nein     | Buriram United       |
| 2    | Chiang Mai            | 700th Anniversary Stadium        | 25.000    | Ja       | Chiangmai FC         |
| 3    | Bangkok, Pathum Wan   | Chulalongkorn University Stadium | 20.000    | Ja       | Chamchuri United FC  |
|      | Bangkok, Pathum Thani | Thammasat-Stadion                | 20.000    | Ja       | Police United        |
|      | Chonburi              | Chonburi Stadium                 | 20.000    | Ja       | FC Chonburi          |
|      | Nakhon Ratchasima     | 80th Birthday Stadium            | 20.000    | Ja       | FC Nakhon Ratchasima |
| 7    | Pathum Thani          | Leo Stadium                      | 16.016    | Nein     | BG Pathum United FC  |
| 8    | Phichit               | Phichit Provincial Stadium       | 15.500    | Ja       | FC TTM Phichit       |
| 9    | Suphan Buri           | Suphanburi Provincial Stadium    | 15.000    | Ja       | Suphanburi FC        |
|      | Pak Kret              | Thunderdome Stadium              | 15.000    | Nein     | Muangthong United    |
| 11   | Sattahip              | Navy Stadium                     | 14.000    | Ja       | FC Rajnavy Rayong    |
| 12   | Bangkok, Khlong Toei  | PAT Stadium                      | 12.000    | Nein     | FC Thai Port         |
| 13   | Chiang Rai            | Singha Stadium                   | 11.354    | Nein     | Chiangrai United     |
| 14   | Bangkok, Din Daeng    | Thai-Japanese Stadion            | 10.320    | Ja       | Bangkok United       |
| 15   | Si Sa Ket             | Sri Nakhon Lamduan Stadium       | 10.000    | Ja       | FC Sisaket           |
| 16   | Sukothai              | Thung Thalay Luang Stadium       | 8.000     | Nein     | Sukhothai FC         |
|      | Saraburi              | Saraburi Stadium                 | 8.000     | Ja       | Saraburi FC          |
| 18   | Trat                  | Trat Province Stadium            | 6.000     | Ja       | Trat FC              |
|      | Samut Songkhram       | Samut Songkhram Stadium          | 6.000     | Ja       | FC Samut Songkhram   |
| 20   | Bang Phli             | Samut Prakarn SAT Stadium        | 5.100     | Ja       | Samut Prakan City FC |
| 21   | Bangkok, Lak Si       | Boonyachinda Stadium             | 3.550     | Ja       | BEC-Tero Sasana      |

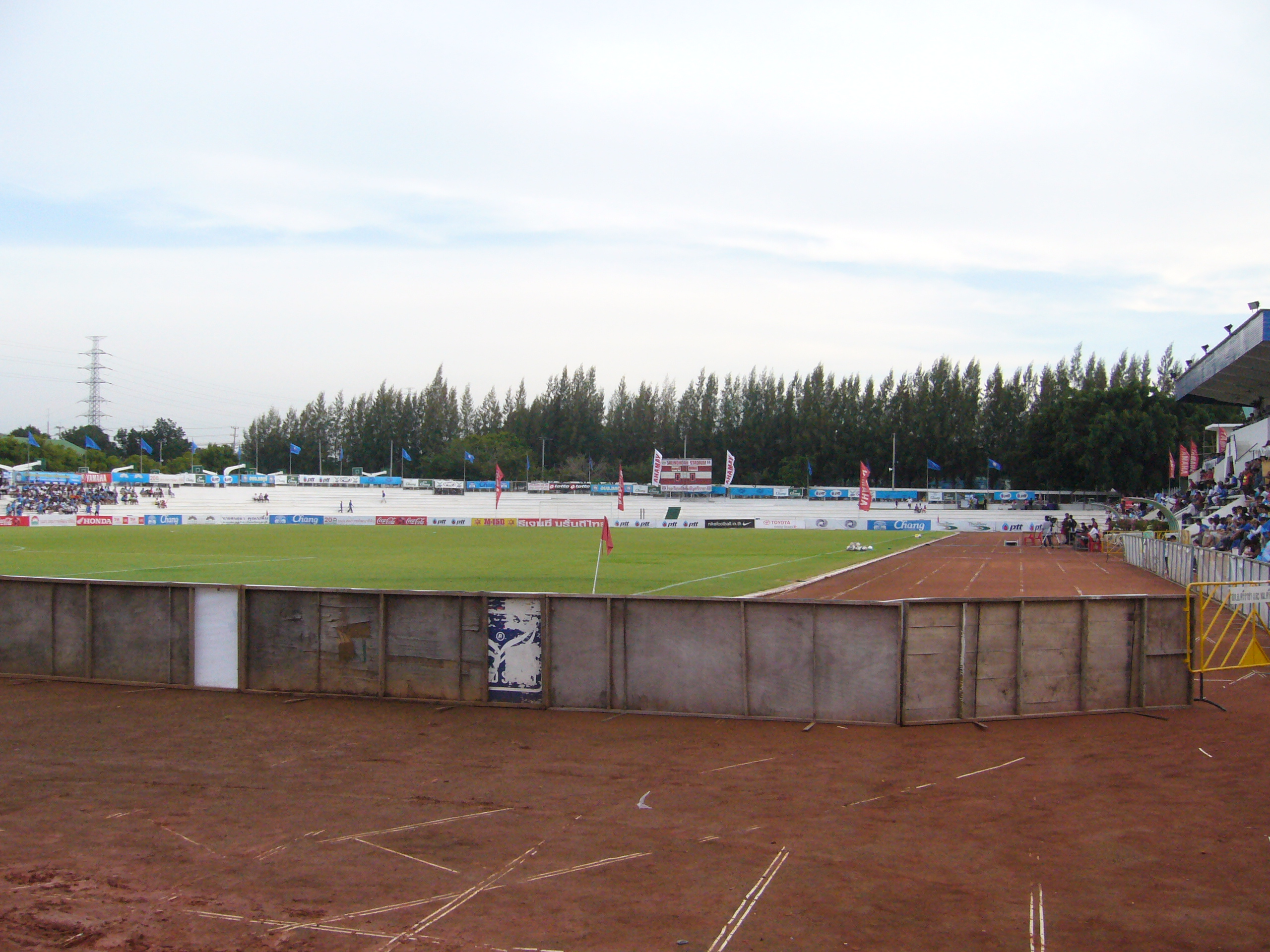
Prinzessin-Sirindhorn-Stadion (2008)

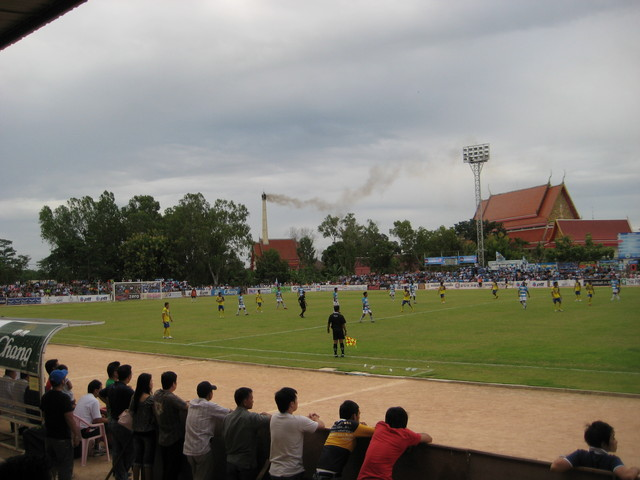
Nongprue Municipality Sportplatz (2009)

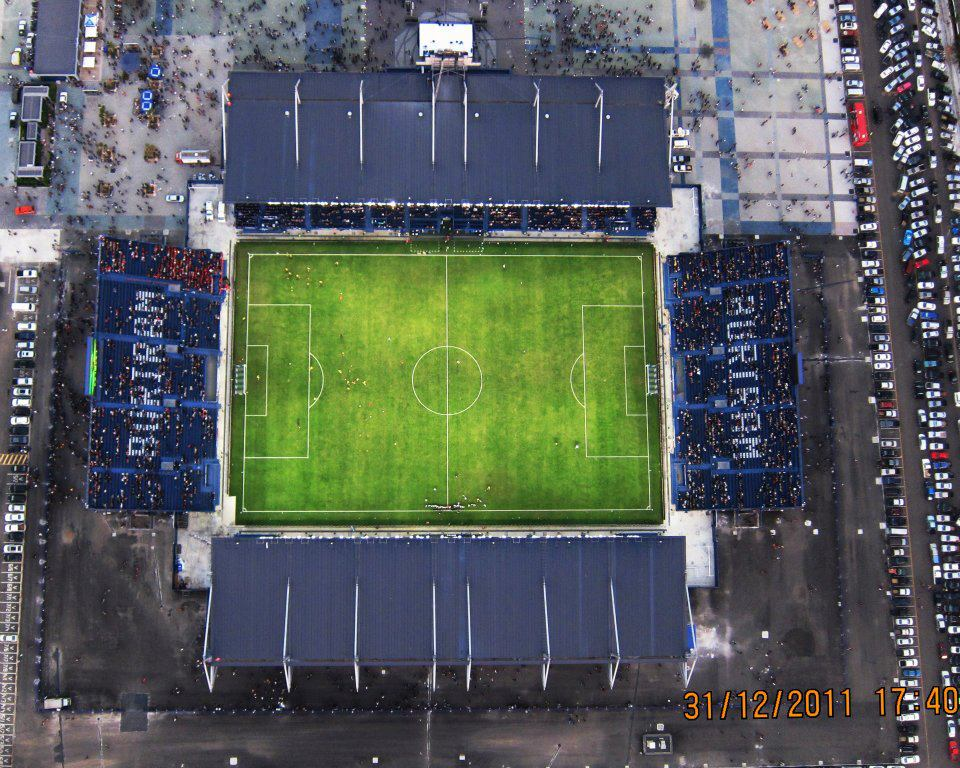
Thunder Castle (2011)

Verlässliche Zuschauerzahlen für die letzten Jahre in TL gibt es nicht. Erst mit der Saison 2009 wurden die Vereine verpflichtet, die Besucherzahl und die Einnahmen zu registrieren und öffentlich bekannt zu machen. Schätzungen zufolge verliefen sich aber bei den meisten Spielen der vergangenen Jahre nur ein paar Hundert Zuschauer. Mit wenigen Ausnahmen. Die explodierenden Zuschauerzahlen in der Saison 2009 bereiten allerdings auch Probleme hinsichtlich der Sicherheit. In und um die Stadien befinden sich nur wenige Sicherheitskräfte und Polizei. Auch die Mitnahme von Essen und Getränken ins Stadion fördert nicht gerade die Sicherheit, und so kam es bereits während der Saison 2009 zu einigen Problemen, besonders beim FC Thai Port. Nach wiederholten Vorfällen wurde das Mitbringen von Getränken im PAT Stadion verboten. Die Eintrittspreise sind sehr gering. 50–100 Baht (ca. 1–2 Euro) bezahlt man für ein Spiel der TPL. In der 2. Liga dagegen sind es noch nicht einmal 0,50 Euro. Man geht jedoch davon aus, dass sich dies bald ändern wird, da erhöhte Sicherheitsmaßnahmen ergriffen werden müssen. Dieses Problem hat die Liga bereits erkannt und wird daher auch ab der Saison 2010 mehr Gelder zur Verfügung stellen.
Die Anstoßzeiten variieren sehr stark. In der Regel jedoch werden Spiele zwischen 16:00 und 18:00 Uhr angepfiffen. Dies ist vor allem abhängig von dem Stadion, in welchem das Spiel ausgetragen wird, da nicht jedes Stadion über das erforderliche Flutlicht verfügt. Dies ist natürlich wiederum sehr ärgerlich für die Fans, wenn es zu Spielen unter der Woche kommt. Da die meisten Fans um 16:00 Uhr noch in der Arbeit.

### Medien und Berichterstattung
In den thailändischen Medien wird verhältnismäßig wenig über die TPL berichtet, daher waren auch die Außendarstellung und Vermarktung der Liga Hauptkritikpunkte der AFC bei der Evaluierung der neuen AFC Pro-League. Mit der Saison 2009 änderte sich dies zumindest für die höchste Spielklasse ein wenig.
In den thailändischsprachigen Tageszeitungen gibt es ab und an kleine Berichte auf der ersten Seite mit einem Foto. Einzige Tageszeitung, welche regelmäßig berichtet, ist die Siam Keela. In den englischen Tageszeitungen wie Bangkok Post oder auch The Nation findet hingegen keine ausführliche Berichterstattung statt. Hauptaugenmerk liegt hier vor allem auf den europäischen Ligen, insbesondere der englischen Premier League. Wöchentlich hingegen erscheint das Magazin Football Siam Weekly, in thailändischer Sprache, mit ausführlichen Berichten rund um die TPL, Futsal und die Nationalmannschaft.

Eintrittskarte zur Saison 2008

Im Fernsehen ist die Liga nur auf dem Sender NBT 19 zu sehen. Nicht jedoch im Free-TV oder Kabelfernsehen. Die Firma Siam Sports Syndicate besitzt hierbei die Hauptrechte an den Übertragungen. Spiele, welche auf NBT 19 zu sehen sind, können auch im Internet angesehen werden. Dafür hat die Firma einen eigenen Internetauftritt eingerichtet. Zur Saison 2008 war die Situation ähnlich. Neben NBT übertrug hier der Sender True jedes Wochenende zwei Livespiele; eines am Samstag und eines am Sonntag. An Spieltagen gibt es auf NBT 19 eine Fußballshow mit Namen Soccer Party Report. Hier wird über die aktuellen Geschehnisse und Aufstellungen berichtet und diskutiert.
Die dennoch allgemein geringe Präsenz in den Medien mag auch damit zusammenhängen, dass die englische Premier League in Thailand allgegenwärtig ist.
Die Internetauftritte der FAT als auch der Premier League sind ausschließlich in thailändischer Sprache und wenig umfangreich. Seit der Saison 2009 gibt es auf der Seite des Verbandes einen Liveticker von den aktuell stattfinden Spielen. Neben den offiziellen Webseiten gibt es auch private Webseiten wie coreballthai.com oder auch cheerthai.com, die bedeutend informativer und aktueller sind als die offiziellen. Mit der Webseite thaipremierleague.co.th richtete die Liga eine neue Webpräsenz ein. Doch bereits nach kurzer Zeit befand sich die Seite in Überarbeitung.
Mit der Webseite thaileaguefootball.com wurde 2009 auch erstmals eine rein englische Webseite ins Leben gerufen. Sie informiert über das aktuelle Geschehen in allen Ligen. Zudem finden sich dort auch Videointerviews zu den aktuellen Spielen. Sehr rege geht es in den verschiedenen Internetforen zu. So zum Beispiel bei dem thailändischen Forum thailandsusu.com. In den Foren der Vereine findet sich eine Menge qualitativ hochwertige Fotos von den Spielen der TPL. Diese stammen größtenteils von ein paar Hobbyfotografen, die auch große Fußballfans sind und meistens zu verschiedenen Spielen anreisen, um Bilder zu machen.
Großer Beliebtheit erfreut sich zunehmend auch das Forum der Webseite thaifootball.com. Hier wird ausschließlich in Englisch diskutiert.

### Einnahmen und Sponsoring
Im thailändischen Fußball gab es bis 2009 keine offiziellen Daten über die genauen Einkünfte der Vereine. Zahlen über die abgeschlossenen Sponsorenverträge findet man kaum. Die Einnahmen dürften sich in drei Bereiche aufteilen. Den Ticketverkauf, den Sponsoreneinnahmen und dem Verkauf von Fanartikeln. Hinzukommen noch Gelder der Liga, welche wiederum vom Staat stammen und jährlich neu budgetiert und beantragt werden müssen. Für die Saison 2009 stellt der nationale Verband 55 Millionen Baht zur Verfügung.
Der FC Chonburi dürfte in allen Bereichen führend sein. 2008 schloss der Klub einen Sponsorenvertrag mit der Firma Hemaraj Land and Development PLC ab. Der Vertrag läuft über drei Jahre und hat ein Gesamtvolumen von 18 Millionen Baht (etwa 350.000 Euro). Aus Eintrittsgeldern und Fanartikel setzte der Verein im ersten Halbjahr der Saison 2009 über drei Millionen Baht um und war damit deutlich führend in der TPL.
Obwohl Werbung für Alkohol in Thailand verboten ist, gibt es gleich sechs Vereine, welche eine Biermarke auf den Trikots bewerben. Dies sind die Marken Chang, LEO und Cheers. Der Zusatz Beer (Bier) wurde jedoch überall entfernt. Auf dem Trikot des FC TOT wirbt der Eigner des Vereins, die Telephone Organisation of Thailand.
Die folgende Tabelle zeigt die Trikotsponsoren der Premier League in der Saison 2015:
| Verein              | Ausrüster         | Sponsor (Branche)                         |
| ------------------- | ----------------- | ----------------------------------------- |
| BEC-Tero Sasana     | Nike              | Fly Emirates (Transport)                  |
| BG Pathum United FC | Umbro             | LEO (Genussmittel)                        |
| Bangkok United      | FBT               | True Corporation (Telekommunikation)      |
| FC Chonburi         | FBT               | Chang (Genussmittel)                      |
| FC Sisaket          | Kool              | Muang Life Assurance (Lebensversicherung) |
| Muangthong United   | Grand Sport Group | Yamaha (Transport)                        |
| Police United       |                   | Insee (Industrie)                         |
| FC Osotspa M-150    | Grand Sport       | M-150 (Nahrungsmittel)                    |
| FC Suphanburi       | Warrix            | Chang (Genussmittel)                      |
| Buriram United      |                   | Chang (Genussmittel)                      |
| FC Rajnavy Rayong   | Umbro             | PTT (Mineralölunternehmen)                |
| FC Samut Songkhram  | Kappa             | SCG (Mischkonzern)                        |
| FC Royal Thai Army  | Grand Sport       | Acer (Elektronik)                         |
| FC TOT              | Diadora           | TOT (Telekommunikation)                   |
| TTM Samut Sakhon    | Diadora           | Government Housing Bank                   |
| FC Thai Port        | Grand Sport       | FB Battery                                |

### Fans

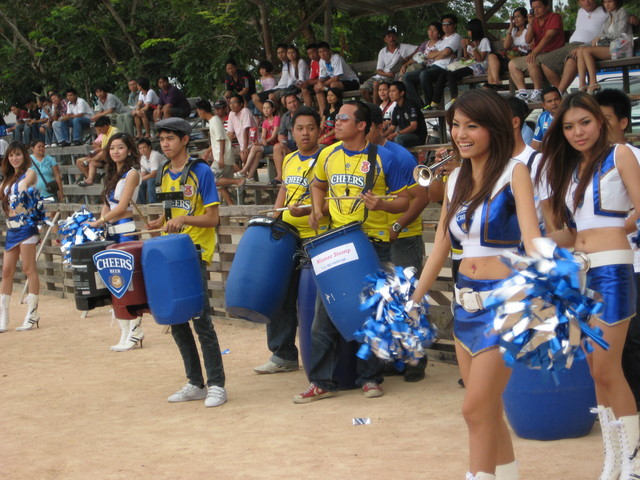
Fans des FC Nakhon Pathom

Die Thais gelten im Allgemeinen als sehr fußballbegeistert. Dennoch wissen meist die wenigsten Thais, dass es einen Verein in ihrem Ort oder Stadtteil gibt. Das Interesse war daher in den letzten Jahren eher gering. Dies lag zum einen an der Präsenz in den Medien und der Vermarktung. Zum anderen daran, dass viele Vereine über die Jahre kein festes „Zuhause“ hatten und öfter das Stadion wechselten, wodurch auch keine Bindung mit der örtlichen Bevölkerung zustande kam. Bei den Vereinen, die einer Firma oder Institution angehören, sind die Zuschauerzahlen meist sehr gering, wobei Vereinen wie der Provincial Electricity Authority, dem Verein des Staatlichen Stromlieferanten, oder aber auch dem FC Rajnavy Rayong Achtungserfolge gelangen. Die Zuschauerzahlen bei jenen Vereinen, die eine Region oder auch Stadt repräsentieren, sind um einiges höher. Spitzenreiter ist auch hier der FC Chonburi mit bis zu 10.000 Zuschauern. Willkürlich gewählte Anstoßzeiten tragen auch nicht zu hohen Zuschauerzahlen bei. Spiele, die unter Woche teilweise um 16:00 Uhr angepfiffen werden, haben sicher grundsätzlich weniger Zuschauer als solche, die vielleicht um 18:00 Uhr angepfiffen werden. Auch kommt es hin und wieder vor, dass Spiele kurzfristig abgesagt und verschoben werden – ohne Nennung von Gründen.
Im Stadion findet man kaum einen Zuschauer oder Fan, der kein Trikot oder T-Shirt seines Vereins trägt. Ein Trikot kostet etwa zwischen 10 und 20 Euro. Zum Spiel kommen sowohl die ganze Familie als auch Frauen. Fast während des gesamten Spiels wird die eigene Mannschaft durch Gesänge angefeuert, meist unterstützt von großen Trommeln und Fanfaren. Aufgrund der geringen Sicherheitsvorkehrungen in den Stadien ist es möglich, Bengalische Feuer, Raketen und Böller während des Spieles abzubrennen. Da es in den Stadien keine Essensstände gibt wie zum Beispiel in Deutschland, bringen die meisten Zuschauer ihr Essen und die Getränke selbst mit ins Stadion. Dabei kommt dann oft eine „Picknickatmosphäre“ auf. Zwar gibt es in den Stadien Getränke zu kaufen, jedoch keinen Alkohol, was die Fans aber nicht daran hindert, sich vor dem Stadion damit selbst zu versorgen und auch ins Stadion mit hineinzubringen.

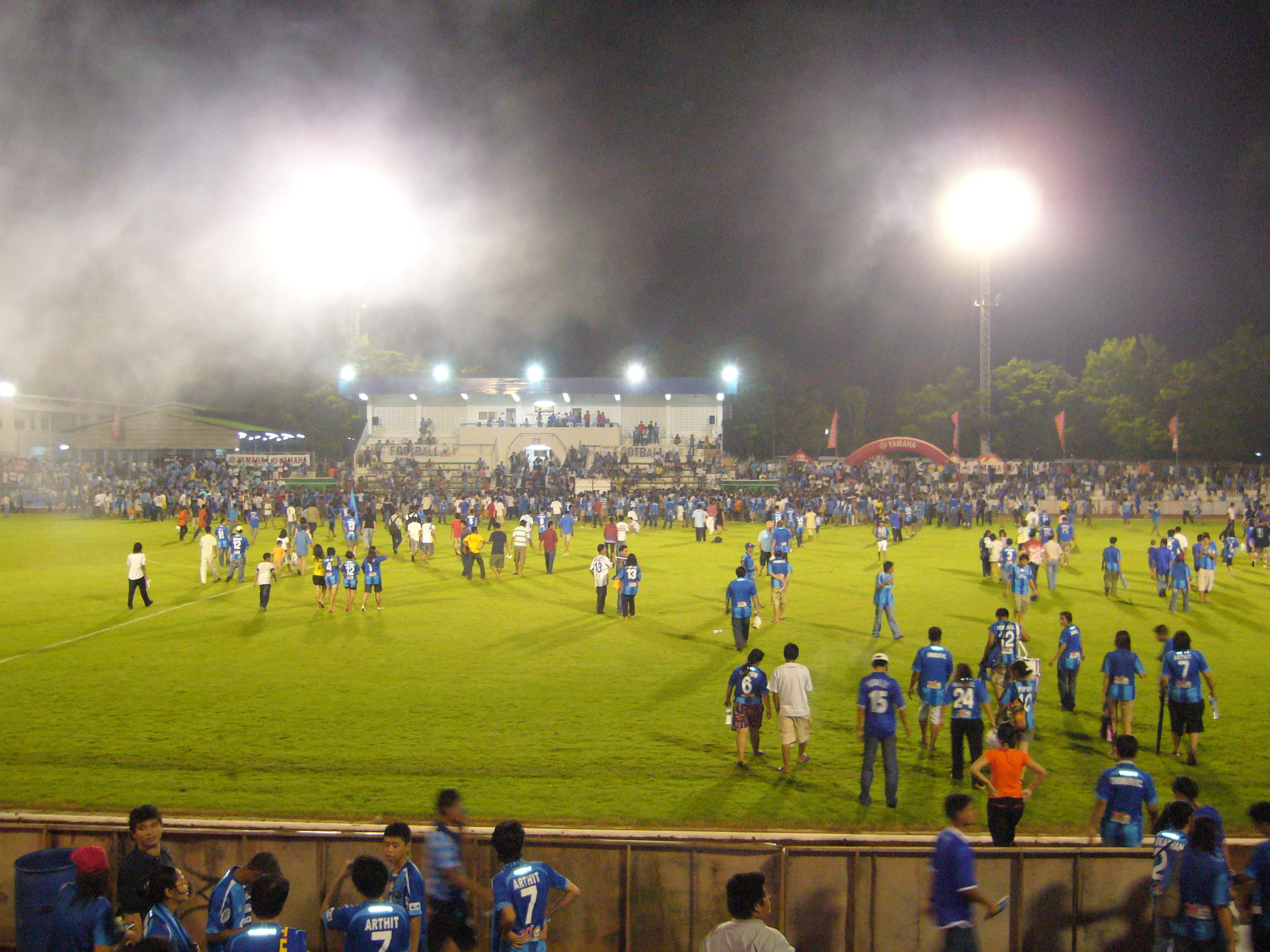
Nach dem Ende eines TPL Spiels

Auch passiert es oft, dass die Fans während eines Spiels den Rasen stürmen. Besonders die Fans des FC Thai Port gelten als äußerst leidenschaftlich. Trotz einiger geringer Vorkommnisse in den Stadien gibt es in Thailand keine Hooligans. Eine Ultrà- und organisierte Fanszene, wie in anderen Europäischen Ligen gibt es noch nicht. Doch befindet sich dies bereits in der Entwicklung. Bei fast jedem Verein gibt es in inzwischen einen Fanclub, dem man beitreten kann. Bis 2009 war dies fast nicht der Fall. Vermehrt findet man Doppelhalter und Transparente, wie auch aus der Ultràszene in Europa bekannt. Mit den 4Sups findet man auch eine Fangruppierung aus Deutschland, welche teilweise in Thailand lebt. Sie unterstützt den FC Chonburi. Im Allgemeinen sind die Zuschauer sehr gemischt in den Stadien anzutreffen. Viele Ausländer, welche in Thailand leben, besuchen die Spiele und haben den lokalen Verein zu ihrem Verein gemacht. Der bekannteste in der Fanszene dürfte Dale Farrington sein, welche unter dem Namen SiRachaShark bekannt ist. Er genießt unter den einheimischen Fans ein sehr großes Ansehen. Den Fußball in seiner Wahlheimat verfolgt er seit 1997. Erst kürzlich wurde ein von ihm geschriebener Bericht über seine Erlebnisse mit dem FC Chonburi im Stadionheft des Vereins abgedruckt. Für einen Farang in Thailand eine durchaus große Ehre.
Eine besondere Eigenheit der Liga wird meist nach Ende eines Spiels sichtbar. Die Fans laufen über den Rasen, ergattern Trikots der Spieler und machen mit ihnen Fotos. Für eine kurze Unterhaltung mit den Spielern findet sich dann auch noch Zeit. Die Spieler mögen dies sehr und stehen bereitwillig den Fans zur Verfügung.

### Ausländer in der Thai League
Wer die ersten Ausländer in der Thai League waren, ist nicht dokumentiert. Der Anteil an ausländischen Spielern ist jedoch sehr groß, wobei die Clubs maximal sieben Ausländer aus nichtasiatischen Staaten unter Vertrag nehmen dürfen. Vor allem Spieler aus Afrika gehören zum Kontingent fast jeden Vereines, diese kommen hauptsächlich von der Elfenbeinküste oder aus Ghana und Kamerun. In den letzten Jahren war auch eine Zunahme von brasilianischen Spielern zu verzeichnen. So war beispielsweise Ney Fabiano de Oliveira als erster Ausländer Torschützenkönig der Saison 2007, einer der ersten Brasilianer in der Liga. Ende der Saison 2008 wurde erstmals mit Kouakou Tahiri Henri Joel ein Ausländischer Spieler des Jahres gewählt. Mit dem ehemaligen Zweitligafußballer Björn Lindemann fand sich von 2012 bis 2017 auch ein Spieler aus Deutschland in der Thai League.
2009 erhielten erstmals ausländische Spieler in der TL eine thailändische Staatsbürgerschaft. Dies waren Mohamed Koné (Chonburi), Moussa Sylla (Muangthong United) und Bireme Diouf (Muangthong United).
Neben ausländischen Spielern gibt es auch Trainer aus dem Ausland in der Premier League. Die Liga ist jedoch von Trainern aus Thailand geprägt. Erfolgreichster ausländischer Trainer war der Brasilianer José Alves Berwis, der 2005 mit dem FC Thailand Tobacco Monopoly Meister werden konnte und zum Trainer des Jahres gewählt wurde. Der Deutsche Hans Emser war 2009 Trainer beim Bangkok Glass FC und ist seither noch Leiter des Jugendleistungszentrums des Clubs. Winfried Schäfer trainierte nach der thailändischen Nationalmannschaft 2013 auch interimistisch die Mannschaft von Muangthong United. Der ehemalige deutsche Nationalspieler Christian Ziege übernahm Anfang 2018 den Trainerposten bei Ratchaburi Mitr Phol, gab diesen jedoch nach nur zwei Monaten wegen Konflikten mit der Besitzerfamilie wieder auf.

## Beste Torschützen seit 1997
Stand: April 2025
| Saison  | Spieler                             | Verein                                                            | Tore |
| ------- | ----------------------------------- | ----------------------------------------------------------------- | ---- |
| 1996/97 | Amporn Amparnsuwan                  | TOT SC                                                            | 21   |
| 1997    | Worrawoot Srimaka                   | BEC Tero Sasana FC                                                | 17   |
| 1998    | Ronnachai Sayomchai                 | Port Authority of Thailand FC                                     | 23   |
| 1999    | Sutee Suksomkit                     | Thai Farmers Bank FC                                              | 13   |
| 2000    | Sutee Suksomkit                     | Thai Farmers Bank FC                                              | 16   |
| 2001/02 | Worrawoot Srimaka Pitipong Kuldilok | BEC Tero Sasana FC Port Authority of Thailand FC                  | 12   |
| 2002/03 | Sarayoot Chaikamdee                 | Port Authority of Thailand FC                                     | 12   |
| 2003/04 | Vimol Jankam                        | Osotsapa FC                                                       | 14   |
| 2004/05 | Supakit Jinajai Sarayut Chaikamdee  | Provincial Electricity Authority FC Port Authority of Thailand FC | 10   |
| 2006    | Pipat Thonkanya                     | BEC Tero Sasana FC                                                | 12   |
| 2007    | Fabiano                             | Thailand Tobacco Monopoly FC                                      | 18   |
| 2008    | Anon Sangsanoi                      | BEC Tero Sasana FC                                                | 20   |
| 2009    | Anon Sangsanoi                      | BEC Tero Sasana FC                                                | 18   |
| 2010    | Ludovick Takam                      | Pattaya United                                                    | 17   |
| 2011    | Franck Ohandza                      | Buriram PEA FC                                                    | 19   |
| 2012    | Teerasil Dangda Cleiton Silva       | Muangthong United BEC Tero Sasana FC                              | 24   |
| 2013    | Carmelo González                    | Buriram United                                                    | 23   |
| 2014    | Heberty                             | Ratchaburi Mitr Phol                                              | 26   |
| 2015    | Diogo                               | Buriram United                                                    | 33   |
| 2016    | Cleiton Silva                       | Muangthong United                                                 | 27   |
| 2017    | Dragan Bošković                     | Bangkok United                                                    | 38   |
| 2018    | Diogo                               | Buriram United                                                    | 34   |
| 2019    | Lonsana Doumbouya                   | Trat FC                                                           | 20   |
| 2020/21 | Tardeli Reis                        | Samut Prakan City FC                                              | 25   |
| 2021/22 | Hamilton                            | Nongbua Pitchaya FC                                               | 19   |
| 2022/23 | Supachai Chaided                    | Buriram United                                                    | 19   |
| 2023/24 | Supachai Chaided                    | Buriram United                                                    | 21   |
| 2024/25 | Bissoli                             | Buriram United                                                    | 25   |

## Auszeichnungen

### Spieler des Jahres
| Saison  | Spieler                                                                                        | Verein                                         |
| ------- | ---------------------------------------------------------------------------------------------- | ---------------------------------------------- |
| 1996/97 | Amporn Amparnsuwan                                                                             | TOT SC                                         |
| 1997    | Seksan Piturat                                                                                 | Sinthana FC                                    |
| 1998    | Niweat Siriwong                                                                                | Sinthana FC                                    |
| 2000    | Anurak Srikerd                                                                                 | BEC Tero Sasana FC                             |
| 2001/02 | Apichad Thaveechalermdit                                                                       | Bangkok Bank FC                                |
| 2002/03 | Cumpee Pintrakul                                                                               | Bangkok Bank FC                                |
| 2003/04 | Pichitphong Choeichiu                                                                          | Krung Thai Bank FC                             |
| 2004/05 | José Carlos da Silva                                                                           | Thailand Tobacco Monopoly FC                   |
| 2006    | Punnarat Klinsukon                                                                             | Bangkok University FC                          |
| 2007    | Pipob On-Mo                                                                                    | Chonburi FC                                    |
| 2008    | Narongchai Vachiraban                                                                          | Provincial Electricity Authority FC            |
| 2009    | Jetsada Jitsawad (Verteidiger) Kittipol Paphunga (Mittelfeldspieler) Pipat Thonkanya (Stürmer) | Muangthong United BEC Tero Sasana Thai Port FC |
| 2010    | Datsakorn Thonglao                                                                             | Muangthong United                              |
| 2011    | Sinthaweechai Hathairattanakool                                                                | Chonburi FC                                    |
| 2012    | Teerasil Dangda                                                                                | Muangthong United                              |
| 2013    | Theerathon Bunmathan                                                                           | Buriram United                                 |
| 2014    | Suchao Nuchnum                                                                                 | Buriram United                                 |
| 2015    | Diogo                                                                                          | Buriram United                                 |
| 2016    | Chanathip Songkrasin                                                                           | Muangthong United                              |
| 2017    | Jakkaphan Kaewprom                                                                             | Buriram United                                 |
| 2018    | Diogo                                                                                          | Buriram United                                 |
| 2019    | Phitiwat Sukjitthammakul                                                                       | Chiangrai United                               |
| 2020/21 | Sumanya Purisai                                                                                | BG Pathum United FC                            |
| 2021/22 | Theerathon Bunmathan                                                                           | Buriram United                                 |
| 2022/23 | Supachai Chaided                                                                               | Buriram United                                 |
| 2023/24 | Supachai Chaided                                                                               | Buriram United                                 |
| 2024/25 | Jakkaphan Kaewprom                                                                             | Ratchaburi FC                                  |

### Trainer des Jahres
| Saison  | Trainer               | Verein                              |
| ------- | --------------------- | ----------------------------------- |
| 1996/97 | Witthaya Laohakul     | Bangkok Bank FC                     |
| 1997    | Piyapong Piew-on      | Royal Thai Air Force FC             |
| 1998    | Karoon Narksawat      | Sinthana FC                         |
| 1999    | Piyapong Piew-on      | Royal Thai Air Force FC             |
| 2000    | Pichai Pituwong       | BEC Tero Sasana FC                  |
| 2001/02 | Attaphol Buspakom     | BEC Tero Sasana FC                  |
| 2002/03 | Narong Suwannachot    | Krung Thai Bank FC                  |
| 2003/04 | Worrawoot Dangsamer   | Krung Thai Bank FC                  |
| 2004/05 | Jose Alves Borges     | Thailand Tobacco Monopoly FC        |
| 2006    | Somchai Subpherm      | Bangkok University FC               |
| 2007    | Jadet Meelarp         | Chonburi FC                         |
| 2008    | Prapol Pongpanich     | Provincial Electricity Authority FC |
| 2009    | Attaphol Buspakom     | Muangthong United                   |
| 2010    | René Desaeyere        | Muangthong United                   |
| 2011    | Chalermwoot Sa-ngapol | Pattaya United                      |
| 2012    | Slaviša Jokanović     | Muangthong United                   |
| 2013    | Attaphol Buspakom     | Bangkok Glass FC                    |
| 2014    | Masahiro Wada         | Chonburi FC                         |
| 2015    | Alexandre Gama        | Buriram United                      |
| 2016    | nicht vergeben        |                                     |
| 2017    | Totchtawan Sripan     | Muangthong United                   |
| 2018    | Božidar Bandović      | Buriram United                      |
| 2019    | Alongkorn Thong-um    | Chiangrai United                    |
| 2020/21 | Dusit Chalermsan      | BG Pathum United FC                 |
| 2021/22 | Masatada Ishii        | Buriram United                      |
| 2022/23 | Masatada Ishii        | Buriram United                      |
| 2023/24 | Totchtawan Sripan     | Bangkok United                      |

## Sponsoren der Thai League
| Saison    | Sponsor               | Name der Liga                                                                                            |
| --------- | --------------------- | --- |
| 1996–1997 | Johnnie Walker        | Johnnie Walker Thailand Soccer League                                                                    |
| 1998–2000 | Caltex                | Caltex Premier League                                                                                    |
| 2001–2003 | Advanced Info Service | GSM Thai League                                                                                          |
| 2003–2005 | kein Sponsor          | Thai League                                                                                              |
| 2006–2008 | Kein Sponsor          | Thailand Premier League                                                                                  |
| 2009      | Kein Sponsor          | Thai Premier League                                                                                      |
| 2010–2012 | Sponsor               | Sponsor Thai Premier League                                                                              |
| 2013–2025 | Toyota                | Toyota Thai Premier League (2013–2016) Toyota Thai League (2017–2021) Hilux Revo Thai League (2021–2025) |
| 2025–     | BYD                   | BYD SEALION 6 League One                                                                                 |

## Zuschauerzahlen seit 2011
| Saison  | Anzahl der Mannschaften | Gesamtzuschauerzahl | Durchschnitt |
| ------- | ----------------------- | ------------------- | ------------ |
| 2011    | 18                      | 1.392.011           | 4.564        |
| 2012    | 18                      | 1.475.769           | 4.823        |
| 2013    | 17                      | 1.657.887           | 6.095        |
| 2014    | 20                      | 1.911.277           | 5.029        |
| 2015    | 18                      | 1.926.278           | 6.295        |
| 2016    | 18                      | 1.503.600           | 5.428        |
| 2017    | 18                      | 1.399.728           | 4.604        |
| 2018    | 18                      | 1.366.497           | 4.466        |
| 2019    | 16                      | 1.367.681           | 5.699        |
| 2020/21 | 16                      | 582.639             | 3.310        |
| 2021/22 | 16                      | 528.431             | 2.481        |
| 2022/23 | 16                      | 1.063.328           | 4.431        |
| 2023/24 | 16                      | 1.127.630           | 4.698        |

## Erläuterungen / Einzelnachweise
1. ↑  bangkokpost.com: Thailand League must improve to help develop national side (Seite nicht mehr abrufbar, festgestellt im August 2018. Suche in Webarchiven)  Info: Der Link wurde automatisch als defekt markiert. Bitte prüfe den Link gemäß Anleitung und entferne dann diesen Hinweis.
2. 1 2 3 4 5  bangkokpost.com: Fresh coat of paint on Thai League
3. ↑  the-afc.com: FA Cup back on Thai calendar
4. 1 2  rsssf.org: Details der Asiatischen Pokalwettbewerbe 1994/95
5. ↑  rsssf.org: Abschlusstabelle der Saison 1996/97
6. ↑  thaifootball.com: Caltex inks sponsor deal with FAT (Memento des Originals vom 4. März 2016 im Internet Archive)  Info: Der Archivlink wurde automatisch eingesetzt und noch nicht geprüft. Bitte prüfe Original- und Archivlink gemäß Anleitung und entferne dann diesen Hinweis.
7. ↑  rsssf.org: Details zur Saison
8. ↑  thaifootball.com: Abschnitt All ready for Provincial League (Memento des Originals vom 27. Oktober 2021 im Internet Archive)  Info: Der Archivlink wurde automatisch eingesetzt und noch nicht geprüft. Bitte prüfe Original- und Archivlink gemäß Anleitung und entferne dann diesen Hinweis.
9. ↑  rsssf.org: Details der Saison 2001/02
10. ↑  thaifootball.com: Spielplan der Saison 2001/02 (Memento des Originals vom 12. August 2009 im Internet Archive)  Info: Der Archivlink wurde automatisch eingesetzt und noch nicht geprüft. Bitte prüfe Original- und Archivlink gemäß Anleitung und entferne dann diesen Hinweis.
11. 1 2  bangkokpost.com: Domestic league needs tweaking
12. ↑  clubwebsite.co.uk/chonburifc: Meilensteine des Vereins (Memento des Originals vom 24. September 2009 im Internet Archive)  Info: Der Archivlink wurde automatisch eingesetzt und noch nicht geprüft. Bitte prüfe Original- und Archivlink gemäß Anleitung und entferne dann diesen Hinweis.
13. ↑  manager.co.th: Bericht über die urkundliche Umbenennung des Vereins (Memento des Originals vom 26. Dezember 2013 im Internet Archive)  Info: Der Archivlink wurde automatisch eingesetzt und noch nicht geprüft. Bitte prüfe Original- und Archivlink gemäß Anleitung und entferne dann diesen Hinweis.
14. ↑  bangkokpost.com: Bangkok United unveiled
15. ↑  bangkokpost.com: Glass eye title after searing start to season
16. ↑  pattayautd.com: Bilder des Ausbaus (Memento des Originals vom 6. Juni 2015 im Internet Archive)  Info: Der Archivlink wurde automatisch eingesetzt und noch nicht geprüft. Bitte prüfe Original- und Archivlink gemäß Anleitung und entferne dann diesen Hinweis.
17. ↑  thisislondon.co.uk: No deal yet for Peter Reid's move to Stoke
18. ↑  navyrayong.com: Bilder vom Spiel (Memento des Originals vom 8. Oktober 2009 im Internet Archive)  Info: Der Archivlink wurde automatisch eingesetzt und noch nicht geprüft. Bitte prüfe Original- und Archivlink gemäß Anleitung und entferne dann diesen Hinweis.
19. ↑  thaileaguefootball.com: Thai Premier League Shop at FBT Building, Ramkamhaeng
20. ↑  https://www.bangkokpost.com/sports/1781804/ptt-rayong-go-off-thai-league-1-map
21. ↑  clubwebsite.co.uk/chonburifc: STEVE DARBY – EXCLUSIVE INTERVIEW PART TWO (Seite nicht mehr abrufbar, festgestellt im August 2018. Suche in Webarchiven)  Info: Der Link wurde automatisch als defekt markiert. Bitte prüfe den Link gemäß Anleitung und entferne dann diesen Hinweis.
22. 1 2  thaileaguefootball.com: Midweek News 4/6
23. ↑  thaileaguefootball.com: New details about Muang Thong United stadium
24. ↑  pattayautd.com: Bilder des Ausbaus (Memento des Originals vom 27. November 2010 im Internet Archive)  Info: Der Archivlink wurde automatisch eingesetzt und noch nicht geprüft. Bitte prüfe Original- und Archivlink gemäß Anleitung und entferne dann diesen Hinweis.
25. 1 2  thaileaguefootball.com: The Top Eight Earning Clubs in the first leg of the Thai Premier League
26. ↑  mtufc.tv: Thai Premier league winnings upped to 15 million baht (Memento des Originals vom 26. Dezember 2013 im Internet Archive)  Info: Der Archivlink wurde automatisch eingesetzt und noch nicht geprüft. Bitte prüfe Original- und Archivlink gemäß Anleitung und entferne dann diesen Hinweis.
27. ↑  coreballthai.com (Memento des Originals vom 3. Oktober 2008 im Internet Archive)  Info: Der Archivlink wurde automatisch eingesetzt und noch nicht geprüft. Bitte prüfe Original- und Archivlink gemäß Anleitung und entferne dann diesen Hinweis.
28. ↑  cheerthai.com
29. ↑  clubwebsite.co.uk/chonburifc: Interview With The Webmaster – Part Two (Seite nicht mehr abrufbar, festgestellt im August 2018. Suche in Webarchiven)  Info: Der Link wurde automatisch als defekt markiert. Bitte prüfe den Link gemäß Anleitung und entferne dann diesen Hinweis.
30. ↑  clubwebsite.co.uk/chonburifc: 4SupsChon (Seite nicht mehr abrufbar, festgestellt im August 2018. Suche in Webarchiven)  Info: Der Link wurde automatisch als defekt markiert. Bitte prüfe den Link gemäß Anleitung und entferne dann diesen Hinweis.
31. ↑  clubwebsite.co.uk/chonburifc: INTERVIEW WITH THE WEBMASTER (Seite nicht mehr abrufbar, festgestellt im August 2018. Suche in Webarchiven)  Info: Der Link wurde automatisch als defekt markiert. Bitte prüfe den Link gemäß Anleitung und entferne dann diesen Hinweis.
32. ↑  clubwebsite.co.uk/chonburifc: MICHAEL BYRNE INTERVIEW – PART THREE (Seite nicht mehr abrufbar, festgestellt im August 2018. Suche in Webarchiven)  Info: Der Link wurde automatisch als defekt markiert. Bitte prüfe den Link gemäß Anleitung und entferne dann diesen Hinweis.
33. ↑  Eine Saison in Bangkok
34. ↑  Interview mit Hans R. Emser. In: Deutscher Fußball-Botschafter, 4. Februar 2015.
35. ↑  Früherer Nationalspieler Ziege – Gescheitert in der thailändischen Provinz. In: Frankfurter Allgemeine (online), 27. Februar 2018.
36. ↑  Liste Torschützenkönige der Thai League weltfussball.de, abgerufen am 30. April 2025
37. ↑  “จักรพันธ์” เผยหลังคว้ารางวัล “ผู้เล่นทรงคุณค่าแห่งปี” ประจำซีซั่น 2024/25. (Wertvollster Spieler des Jahres). In: ballthai.com. 17. Juli 2025, abgerufen am 18. Juli 2025 (thailändisch).
38. ↑  “BYD” เปิดตัวหนุน “ทีมชาติไทย-ไทยลีก” ช่วยขับเคลื่อนวงการลูกหนังไทย. (BYD, neuer Sponsor der Thai League). In: ballthai.com. 18. Juli 2025, abgerufen am 20. Juli 2025 (thailändisch).

Ayutthaya United FC |
Bangkok United |
BG Pathum United FC |
Buriram United |
Chiangrai United |
Chonburi FC |
Kanchanaburi Power FC |
Lamphun Warriors FC |
Muangthong United |
Nakhon Ratchasima FC |
Port FC |
PT Prachuap FC |
Ratchaburi FC |
Rayong FC |
Sukhothai FC |
Uthai Thani FC
1996/97 |
1997 |
1998 |
1999 |
2000 |
2001/02 |
2002/03 |
2003/04 |
2004/05 |
2006 |
2007 |
2008 |
2009 |
2010 |
2011 |
2012 |
2013 |
2014 |
2015 |
2016 |
2017 |
2018 |
2019 |
2020/21 |
2021/22 |
2022/23 |
2023/24 |
2024/25 |
2025/26
Afghanistan |
Australien |
Bahrain |
Bangladesch |
Bhutan |
Brunei |
China (Volksrepublik) |
China (Republik) |
Guam |
Hongkong |
Indien |
Indonesien |
Irak |
Iran |
Japan |
Jemen |
Jordanien |
Kambodscha |
Katar |
Kirgisistan |
Kuwait |
Laos |
Libanon |
Macau |
Malaysia |
Malediven |
Mongolei |
Myanmar |
Nepal |
Nordkorea |
Nördliche Marianen |
Oman |
Osttimor |
Pakistan |
Palästina (Gazastreifen und Westjordanland) |
Philippinen |
Saudi-Arabien |
Singapur |
Sri Lanka |
Südkorea |
Syrien |
Tadschikistan |
Thailand |
Turkmenistan |
Usbekistan |
Vereinigte Arabische Emirate |
Vietnam
Asiatische Verbände der UEFA

Armenien |
Aserbaidschan |
Georgien |
Israel1 |
Kasachstan1 |
Russland |
Türkei |
Zypern
Ehemalige asiatische Verbände

Föderation Malaya |
Nordjemen1 |
Nordvietnam1 |
Palästina/Eretz Israel (Brit. Mandatsgebiet Palästina) |
Sowjetunion |
Südjemen1 |
Südvietnam1 |
Vereinigte Arabische Republik (Syrien/Ägypten)

1 Ehemaliges Mitglied der AFC